# 文武王 (箕子朝鮮)
椿（？—前972年），是古朝鲜之箕子朝鲜的君主，子姓。东史年表认为在位於前1000年至前972年，諡號文武王（韓語：문무왕），後王位由兒子礼繼承。